# Ritmo Peligroso (álbum)
Ritmo Peligroso es el nombre del quinto álbum de estudio y segundo bajo el nombre de Ritmo Peligroso. Fue grabado en los Estudios Polygram en 1988 y publicado ese mismo año. Tiene ciertos aires a Rubén Blades y contiene una fusión de un buen pop con frescura caribeña.
Los sencillos que se desprenden de este disco son Contaminado, canción con un tema ambientalista y Déjala tranquila, canción que abre el disco y que ocupa el puesto #87 de la lista de las 100 mejores canciones de los ochenta en México del canal VH1 Latinoamérica, que fue publicada en 2007.

## Lista de canciones[1]
Todas las canciones escritas por Piro Pendas, excepto donde se indica:

### Lado A
| N.º | Título               | Escritor(es) | Duración |  |
| 1.  | «Déjala tranquila»   |              | 3:21     |  |
| 2.  | «¿Pa'qué violencia?» |              | 3:35     |  |
| 3.  | «Contaminado»        | Piro/Salazar | 3:27     |  |
| 4.  | «¡Hacia adelante!»   |              | 4:15     |  |
| 5.  | «¿Águila o sol?»     |              | 3:27     |  |

### Lado B
| N.º | Título              | Escritor(es)  | Duración |  |
| 6.  | «Pienso»            |               | 3:10     |  |
| 7.  | «Tiempo de amar»    | Avi Michel J. | 3:57     |  |
| 8.  | «Perdido»           |               | 4:12     |  |
| 9.  | «Tiempos olvidados» |               | 4:01     |  |

## Posicionamiento en listas
| Publicación | País           | Lista                                                   | Año  | Puesto |
| ----------- | -------------- | ------------------------------------------------------- | ---- | ------ |
| Alborde     | Estados Unidos | Los 250 álbumes más importantes del Rock Iberoamericano | 2006 | 240    |

## Ficha técnica
- Producción: Ricardo Ochoa y Juan Switalski
- Productor y director creativo: Luis de Llano Macedo
- Producción ejecutiva: Mario de Llano y Marco Flavio Cruz
- Ingeniero de grabación: Juan Switalski
- Fotografía de portada y diseño: Eddie Schwarsz Studio
- Edición de temas: América Musical